# Darian Males
Darian Males (auch Darian Maleš, serbisch-kyrillisch Дариан Малеш; * 3. Mai 2001 in Luzern) ist ein schweizerisch-serbischer Fussballspieler, der im Sommer 2023 zum BSC Young Boys nach Bern wechselte.

## Karriere

### Vereine
Am 5. August 2018 debütierte Males beim 3:1-Heimsieg in der 1. Liga gegen den FC Bassecourt für die U21-Mannschaft des FC Luzern. Insgesamt kam er auf zwölf Einsätze und zwei Tore für die zweite Mannschaft in der Spielzeit 2018/19. Am 13. Juni 2019 unterschrieb Males seinen ersten Profivertrag bei Luzern. Am 26. September 2019 gab er beim 1:0-Heimsieg gegen Neuchâtel Xamax in der Super League sein Ligadebüt für die erste Mannschaft, als er in der Nachspielzeit der zweiten Hälfte für Francesco Margiotta eingewechselt wurde. Zuvor hatte er bereits im Schweizer Cup für die erste Mannschaft debütiert. Insgesamt spielte er in der Saison 2019/20 19 Ligapartien in der ersten Liga und traf dabei einmal. Zudem wurde er noch für die zweite Mannschaft viermal eingesetzt und zweimal im Cup (ein Tor).
Am 16. September 2020 unterschrieb Males einen Fünfjahresvertrag beim italienischen Erstligisten Inter Mailand. Neun Tage später wechselte er auf Leihbasis zu CFC Genua. Kurz nach seinem Wechsel erkrankte er am Corona-Virus. Danach wurde er nicht mehr im Ligakader berücksichtigt. Am 13. Januar 2021 debütierte er für CFC Genua bei der 3:2-Niederlage nach Verlängerung gegen Juventus Turin, als er in der 97. Spielminute für Daniel Dumbravanu eingewechselt wurde. Am 15. Februar 2021 wechselte er auf Leihbasis zum FC Basel zurück in die Super League. Für die Mannschaft kam er auf sechzehn Einsätze und konnte zwei Treffer erzielen. 2021 wurde er für den Golden Boy nominiert.

### Nationalmannschaften
Males wurde zwar in der Schweiz geboren, hat aber auch serbische Wurzeln. Damit ist er für beide Nationalmannschaften spielberechtigt, spielte aber bisher nur für Schweizer Nachwuchsnationalmannschaften. Males wurde beim 1:16-Sieg gegen die U19-Mannschaft von Gibraltar beim Stand von 1:7 in der Halbzeit eingewechselt. Beim höchsten Sieg der Schweizer U19 traf er dreimal.